# Pantana luteiceps
Pantana luteiceps är en fjärilsart som beskrevs av Swinhoe 1896. Pantana luteiceps ingår i släktet Pantana och familjen tofsspinnare. Inga underarter finns listade i Catalogue of Life.